# Six-O-Nine
Six-O-Nine, aussi stylisé Six-o-Nine, SIXONINE ou SIX O NINE Productions, est un label discographique français, situé à Antony, dans les Hauts-de-Seine, fondé en 2004. Le directeur artistique du label est Sinik.

## Histoire
Six-O-Nine lance ses activités le 3 novembre 2004 et est dirigé par Karim Belkhir. En 2001, Sinik publie son EP Artiste triste au label.
Akhenaton rencontre L'Algérino grâce à une collaboration avec Psy 4 De La Rime ; il rebaptise son nouveau protégé L'Algérino et le signe sur son label 361 Records pour sortir Les derniers seront les premiers au printemps 2005. L'année suivante cependant, L'Algérino passe de 361 Records à Six-o-Nine Records en 2006.

## Membres
Les membres actuels de Six-O-Nine incluent : Sinik, Mister You, Kayna Samet, Cifack, DJ Hamida et Soso Maness. 
Les ex-membres, Lartiste et L'Algérino, ont rejoint Monstre Marin Corporation, le label de Gims.
Leviattheow a été membre avec la chanson WHHAAA[réf. nécessaire]